# İdman Azərbaycan TV
İdman Azərbaycan Televiziyası es un canal de televisión de la República de Azerbaiyán dedicado a la retransmisión de programación deportiva, producido por la Compañía de Radio y Televisión de Azerbaiyán.

## Historia
El 18 de julio de 2008, la Compañía de Radio y Televisión de Azerbaiyán ganó la licitación del Consejo nacional de Radio y Televisión frente a otras empresas que se habían presentado, como Lider TV.

Las emisiones de pruebas, de tres horas diarias y únicamente para la zona de Bakú, estaban originalmente previstas entre el 1 y el 22 de enero de 2009, pero se alargaron hasta el 1 de febrero. En su momento se diseñó una programación regular diaria de once horas, que eventualmente podría alargarse hasta las quince horas totales, según declaraciones de la jefa de prensa de la Compañía de Radio y Televisión de Azerbaiyán, Khatira Qasim. Una vez finalizado el período de pruebas, se fue ampliando la cobertura de la emisora.

Ofrece retransmisiones de fútbol, voleibol, lucha libre, judo, atletismo, fútbol sala, así como otros deportes, de competiciones tanto de Azerbaiyán como del extranjero.

## Información técnica
İdman Azərbaycan se puede recibir en todo el territorio de la República de Azerbaiyán por las siguientes frecuencias: 
- Bakú y alrededores, canales 7 y 58
- Lerik, canal 6
- Ganyá, canal 21
- Shirvan, canal 9,
- Astara, canal 2
- Qazax y Agstafa, canal 5
- Lankaran, canal 10
- Mingachevir, canal 7
- Quba, canal 8
- Şamaxı, canal 11

El 15 de enero de 2010 empezó a emitir a través del satélite Turksat 3A, 10968, 11200 H. Desde el 3 de julio de 2013 sólo puede recibirse mediante el satélite Azerspace-1 46° E.